# Nhà thờ Đức Mẹ núi Carmel ở Býkov-Láryšov
Nhà thờ Đức Mẹ núi Carmel ở Býkov-Láryšov (cách gọi khác: Nhà thờ Đức Mẹ núi Camêlô hay Nhà thờ Đức Mẹ núi Cát Minh, tiếng Séc: Kostel Panny Marie Karmelské v obci Býkov-Láryšov) là một nhà thờ Công giáo La Mã được xây dựng theo phong cách kiến trúc Baroque vào thế kỷ 18. Nhà thờ thuộc giáo phận Ostrava-Opava, tọa lạc ở làng Býkov-Láryšov, huyện Bruntál, vùng Moravskoslezský, Cộng hòa Séc. Thánh đường này có tên trong danh sách các di tích văn hóa cấp quốc gia.

## Lịch sử
Ngôi làng Býkov-Láryšov được nhắc đến lần đầu tiên qua các văn bản lịch sử vào năm 1238. Nhà thờ Đức Mẹ núi Carmel được xây dựng theo phong cách kiến trúc Baroque trong giai đoạn 1767 - 1768. Năm 1768, nhà thờ được thánh hiến. Công việc trùng tu nhà thờ diễn ra vào năm 2008.

## Kiến trúc
Đây là một nhà thờ bằng gạch, nổi bật với một tháp chuông hình lăng trụ bằng gỗ ở phía trên lối vào. Phần chóp của tháp chuông có hình củ hành. Bên trong nhà thờ, bàn thờ chính được trang trí bằng bức tranh Đức Mẹ núi Carmel của họa sĩ Albert Adam (có từ năm 1887).